# Heckendalheim
Heckendalheim (en Sarrois Heggedalem & Dalem) est un ortsteil de Mandelbachtal en Sarre.

## Géographie

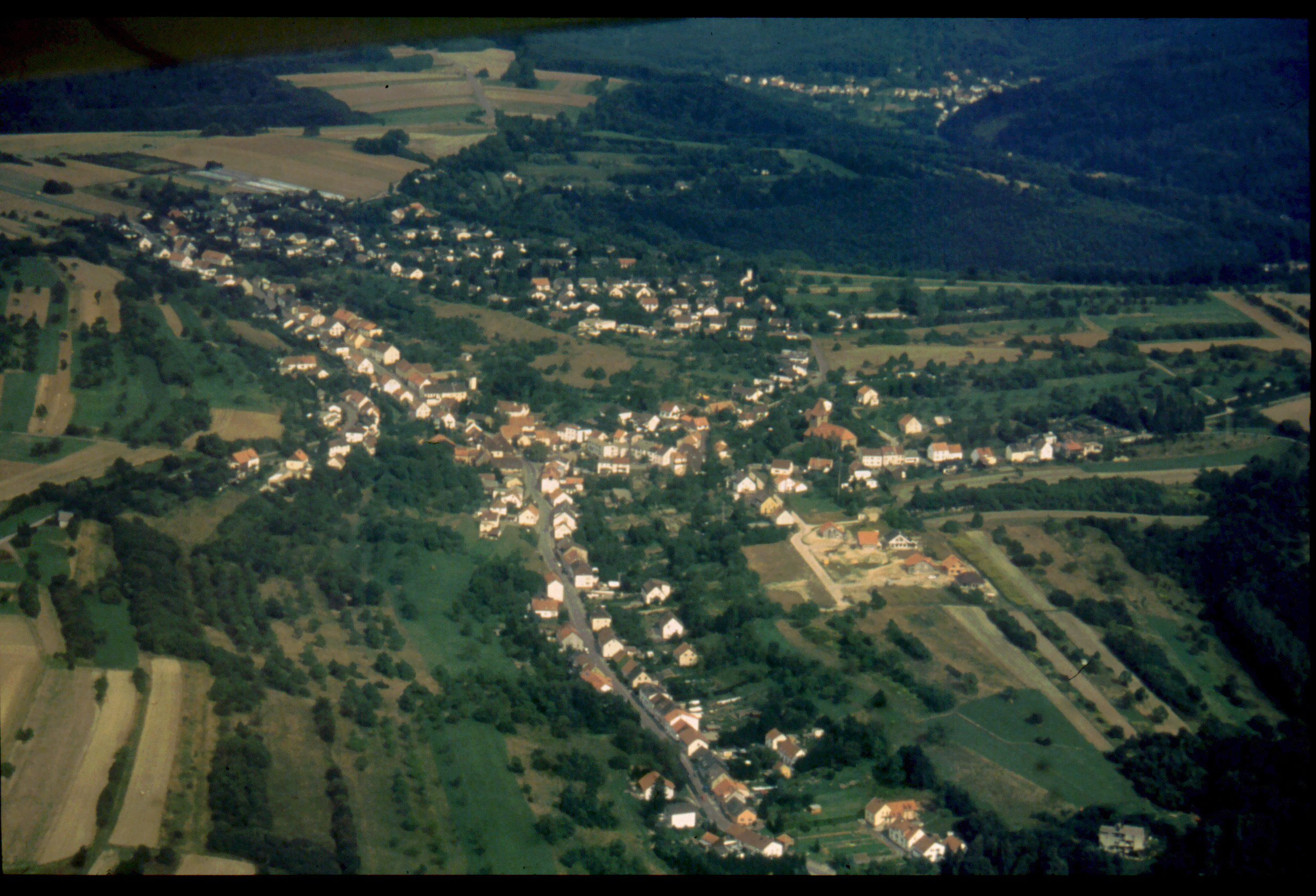
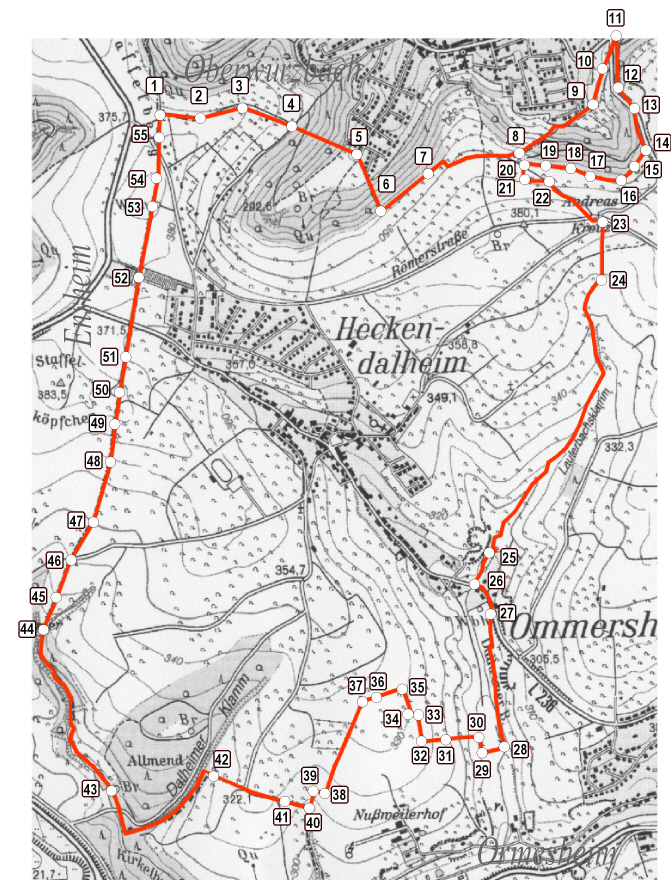

## Lieux et monuments

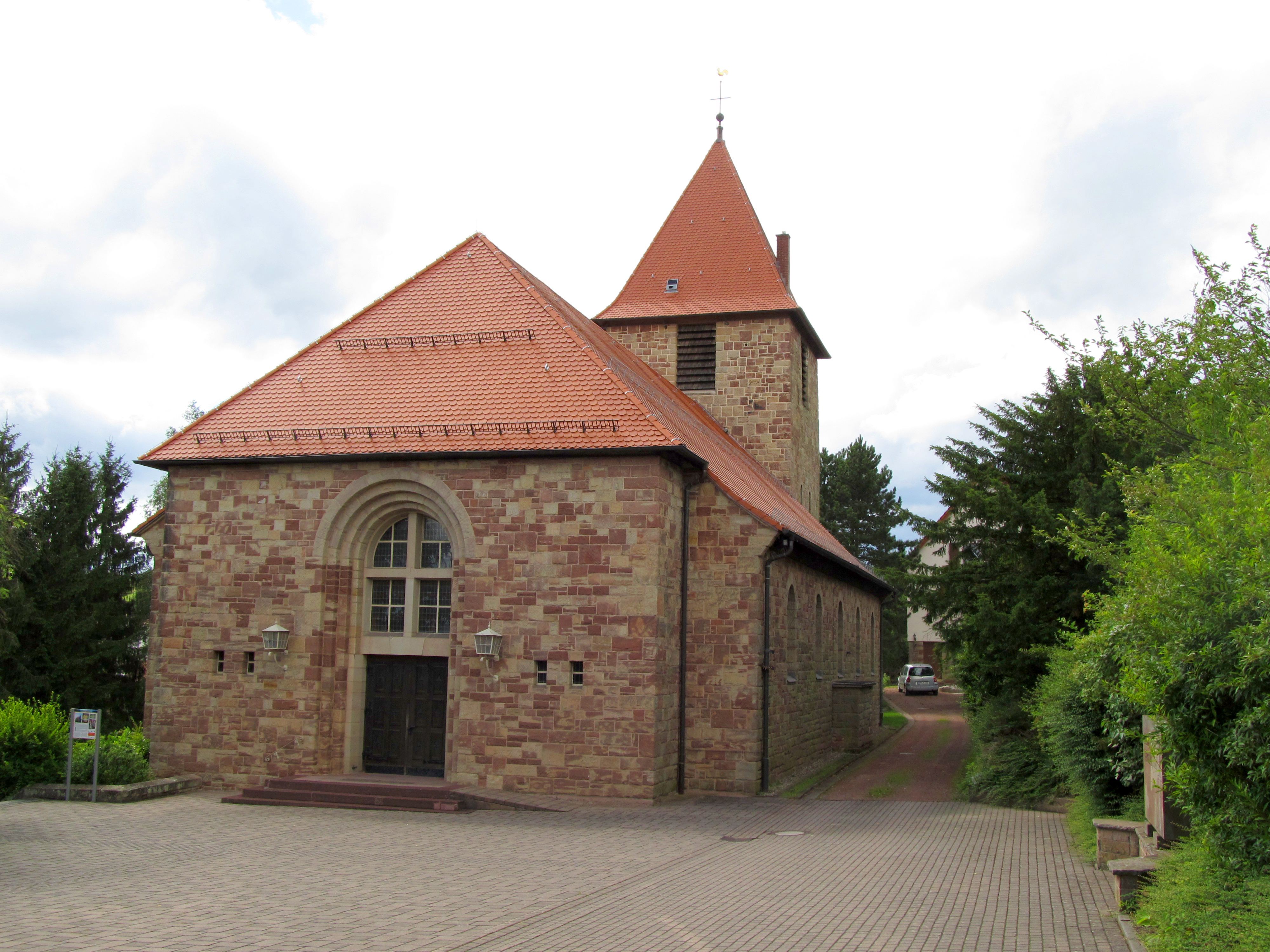
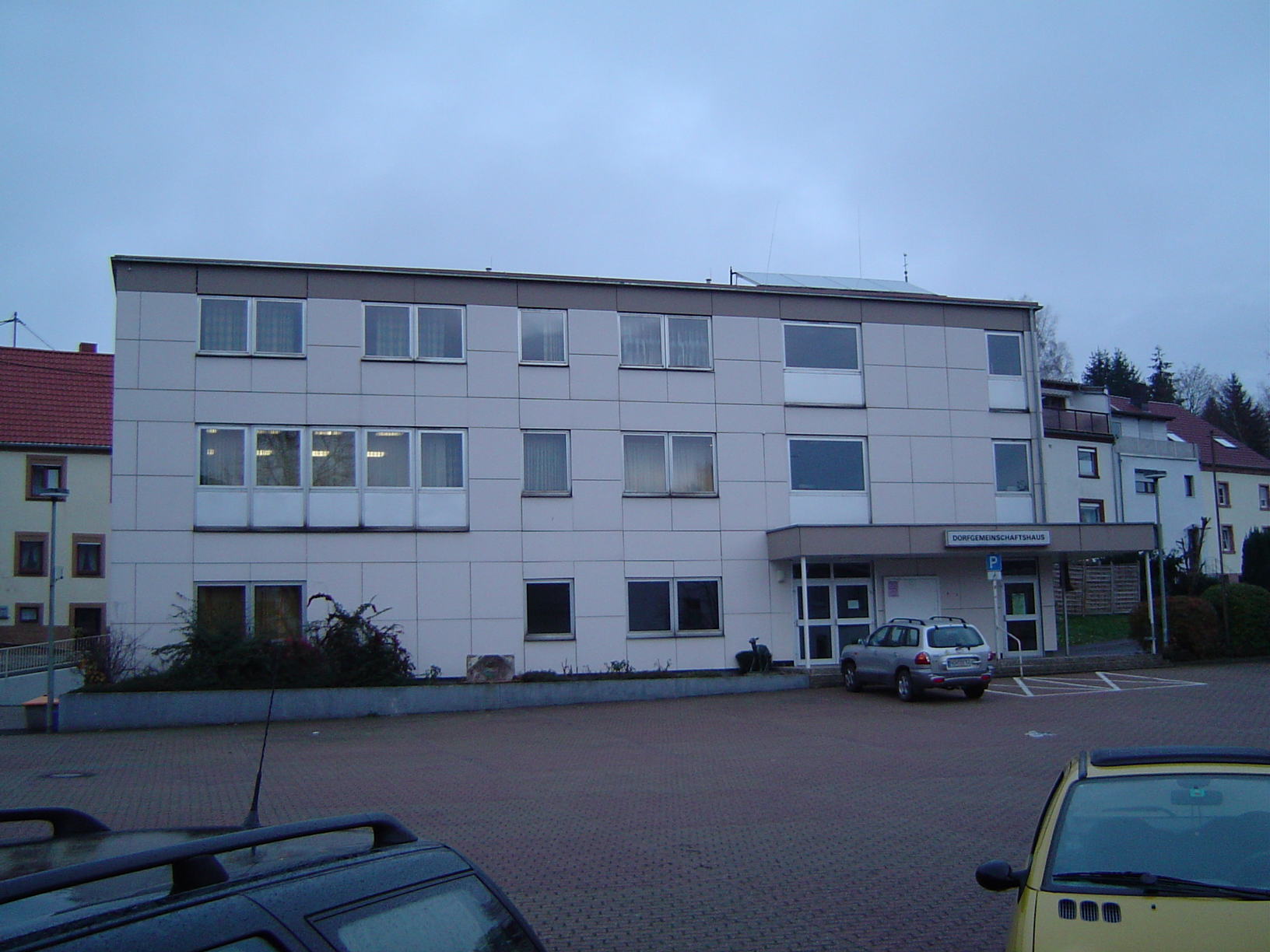
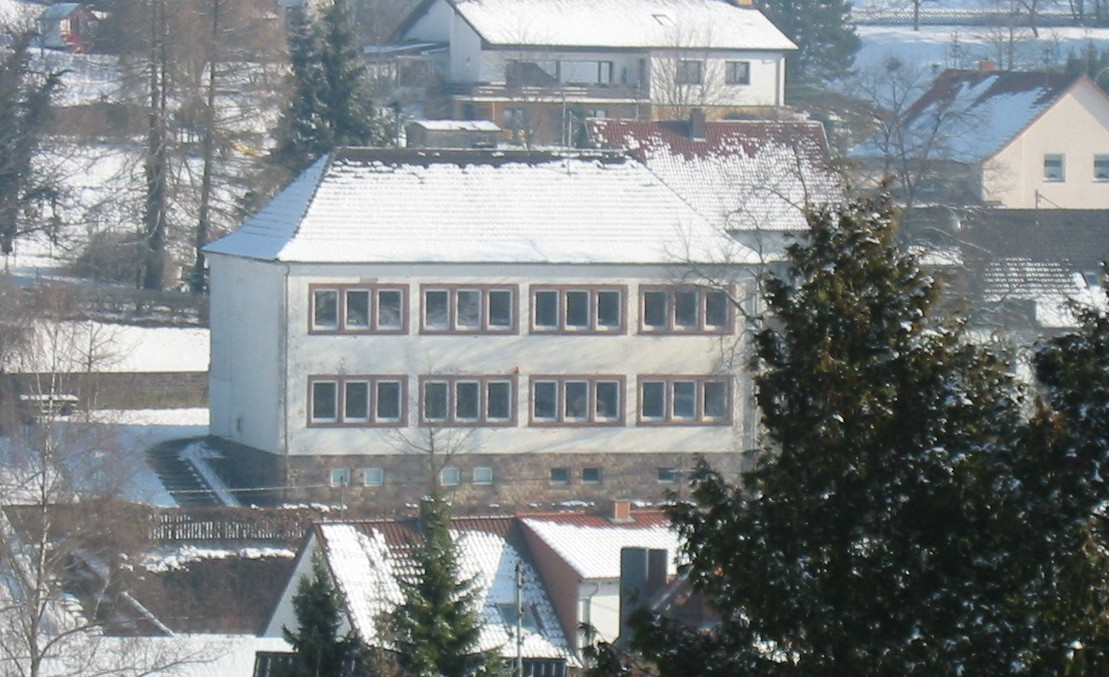
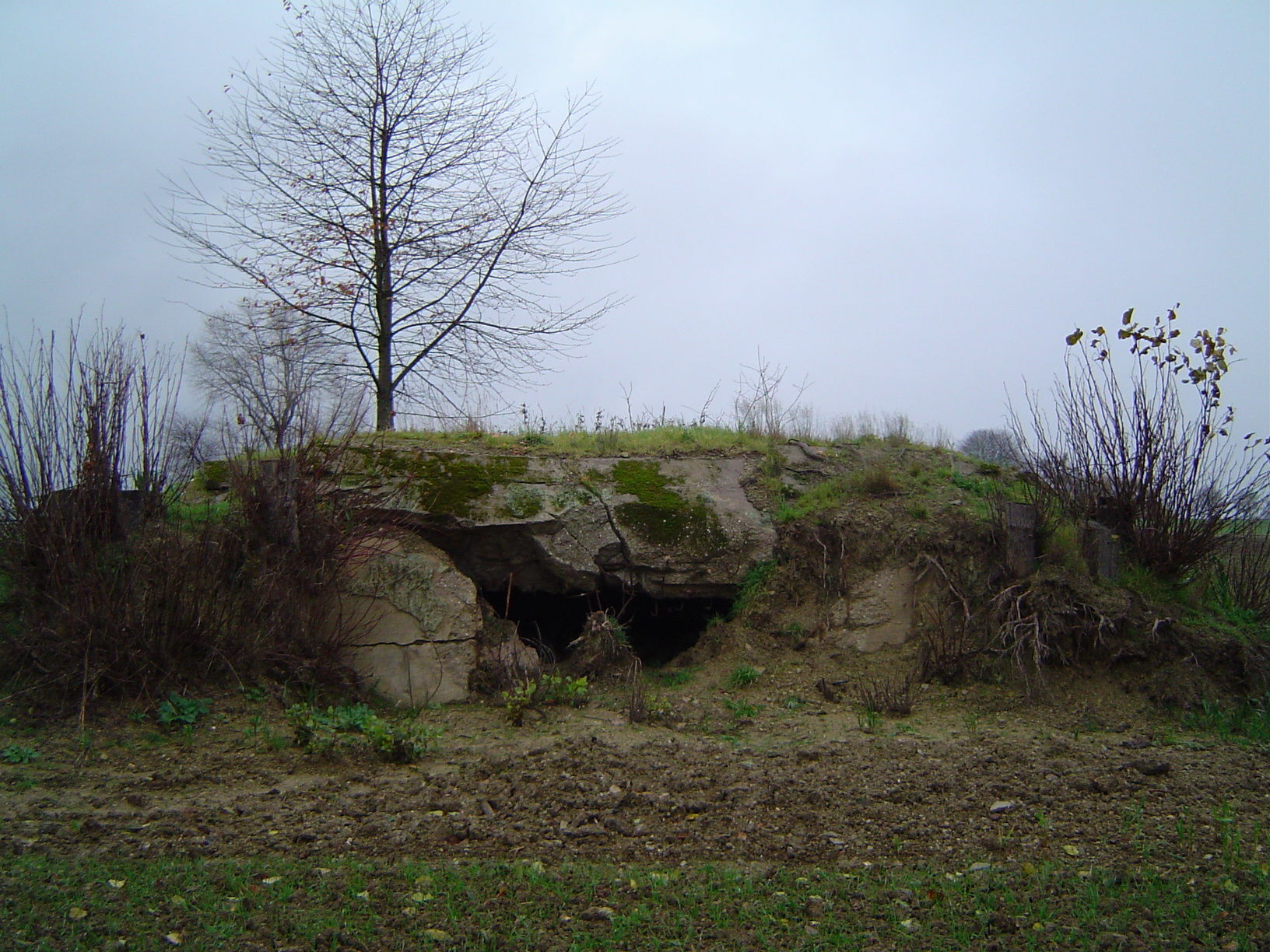
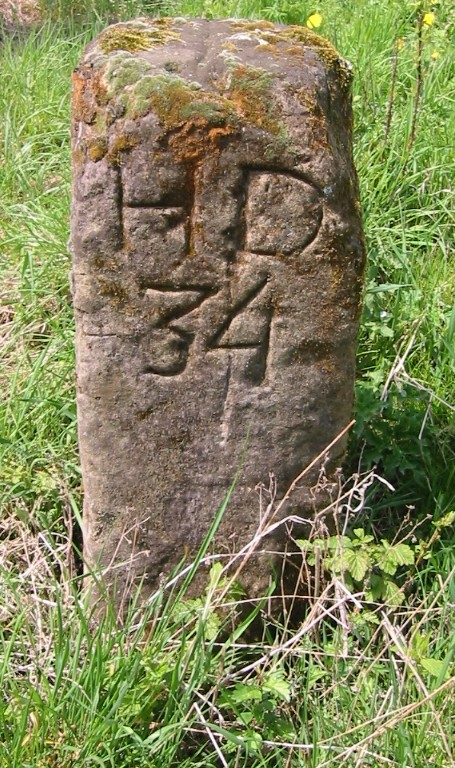